# Мартін Грегорі
Мартін Грегорі (англ. Martin Gregory, нар. 10 лютого 1965) — мальтійський футболіст, що грав на позиції нападника за клуб «Сліма Вондерерс», а також національну збірну Мальти.

## Клубна кар'єра
У дорослому футболі дебютував 1985 року виступами за команду «Сліма Вондерерс», кольори якої і захищав протягом усієї своєї кар'єри гравця, що тривала сімнадцять років. За цей час двічі виборював титул чемпіона Мальти, також двічі ставав володарем Кубка Мальти.

## Виступи за збірну
1985 року дебютував в офіційних матчах у складі національної збірної Мальти.
Загалом протягом кар'єри в національній команді, яка тривала 13 років, провів у її формі 64 матчі, забивши 1 гол.

## Титули і досягнення
- Чемпіон Мальти (2):

«Сліма Вондерерс»: 1988-1989, 1995-1996
- Володар Кубка Мальти (2):

«Сліма Вондерерс»: 1989-1990, 1999-2000
- Володар Суперкубка Мальти (2):

«Сліма Вондерерс»: 1996, 2000